# Mononychellus tunstalli
Mononychellus tunstalli är en spindeldjursart som först beskrevs av Meyer 1974.  Mononychellus tunstalli ingår i släktet Mononychellus och familjen Tetranychidae. Inga underarter finns listade i Catalogue of Life.